# Beatriz de Baviera
Beatriz de Baviera (En sueco: Beatrix, 1344 - 25 de diciembre de 1359), fue reina de Suecia tras su matrimonio con el rey Erico XII Magnusson, quien cogobernó con su padre, el rey Magnus II Eriksson. 
Beatriz era hija de Luis IV de Baviera, rey de Alemania y emperador del Sacro Imperio, y Margarita II de Henao. Se casó en 1355 o 1356 (antes del 17 de octubre de 1356), con Erico de Suecia, que se convirtió en co-monarca después de una rebelión contra su padre, Magnus II. Beatriz fue así reina conjuntamente con su suegra, Blanca de Namur, durante tres años. 
Beatriz y Erico murieron en 1359. Se rumoreó que habían sido envenenados por la madre de Erico, la reina Blanca. Ahora se cree que su esposo murió de peste, y que Beatriz, quien dio a luz a un hijo que nació muerto, también murió de peste. Algunos historiadores creen que ella y su hijo fueron enterrados en el Monasterio de los frailes negros de Estocolmo.